# Cesare Melloncelli
Cesare Melloncelli (Milano, 19 settembre 1941) è un fumettista italiano.

## Biografia
Dopo aver completato nel 1962 gli studi in ragioneria, trova lavoro presso un ospedale dove conosce Giancarlo Tenenti, che lavora come disegnatore per pubblicazioni mediche e che gli propone, avendo saputo della sua passione per la scrittura, di scrivere una breve storia a fumetti che lui avrebbe poi disegnato per proporla a qualche editore; realizzano quindi una breve storia, Jimmy Clark, che venne pubblicata su un periodico per ragazzi edito dalla casa editrice La Scuola; da questo momento i due si dedicano alla realizzazione di storie a fumetti nel tempo libero dal lavoro da impiegati. Nel 1963 conosce l'editore Gino Balzarini, proprietario della casa editrice Cervinia, con il quale inizia a collaborare scrivendo varie serie western come Tommy Colt, Kid del west e Winchester Man disegnate da Tenenti e che ottennero un discreto successo; a queste seguì una serie di genere nero, Mister-X, emulo di Diabolik, per la quale scrisse i primi quattro episodi.
Nel 1965 entra nello staff di Zagor, serie a fumetti western/fantasy edita dalle Edizioni Araldo, esordendo l'anno successivo scrivendo due numeri della Collana Lampo, seguiti poi da una nuova serie, Red Buck, pubblicata sul terzo numero della Nuova Collana Araldo e disegnata da Sergio Tarquinio; la serie venne edita per tre numeri e che conclude la collaborazione con l'editore per passare a collaborare con la casa editrice francese Éditions Aventures et Voyages per la quale scrive sceneggiature della serie western Carabina Slim, ideata da Onofrio Bramante e che venne poi pubblicata anche in Italia dalle Edizioni Viaggi e Avventure. In questo periodo l'attività di scrittore continua a essere svolta in parallelo al suo lavoro come impiegato.
Nel 1967 idea e scrive storie per le riviste antologiche Boom ed Erotic Detective Story edite da Balzarini; seguono poi le serie di genere nero Jnfernal, ideata dall'editore Nullo Cantaroni e dal fumettista Alberto Ongaro; seguono la serie noir Sangòor e una biografia a fumetti su Che Guevara, disegnati da Tenenti e pubblicati da Nuova Edizioni Hyndra di Amos Zaccara. Per la Editrice Cenisio scrive numerosi episodi delle serie Tarzan e Rin Tin Tin oltre alle serie, pubblicate in appendice al Tarzan, Tunga, Lo sceriffo indiano e Pantera Nera, disegnate da Guido Zamperoni. Alla fine degli anni settanta scrive alcuni fotoromanzi erotici pubblicati da Balzarini e idea le serie per adulti Giallohorror e Le Guerrigliere pubblicati dall'Editoriale Insubria che ebbero però vita breve.
Decise quindi di interrompere la carriera di fumettista.